# Xbase++
Xbase++ – zorientowany obiektowo język programowania, obsługujący wielokrotne dziedziczenie i polimorfizm.
Jest oparty na języku Xbase oraz jest w stu procentach kompatybilny z językiem programowania Clipper.
Xbase++ obsługuje typy danych z języka Xbase, również te, które znajdują się w IDE Codeblocks.
W języku Xbase++ można stworzyć aplikacje dla systemów z rodziny Windows: NT i nowszych.

## Narodziny
Xbase++ powstał po decyzji CA Technologies o zaprzestaniu prac nad językiem Clipper, aby rozwijać język Visual Objects. Niepowodzenie Visual Objects, jako następcy języka Clipper doprowadziło do stworzenia nowych bibliotek oraz kompilatorów zgodnych ze składnią języka Clipper.

## Obsługa Clippera
Język Xbase++ obsługuje stare komendy @SAY/GET z języka Clipper, służące do definicji formularzy. Visual Xbase++ - IDE języka Xbase++ posiada edytor graficzny do tworzenia formularzy podobnych do Visual FoxPro, obsługuje pliki OEM (format DOS) i ANSI (Windows). Ma zintegrowany debugger oraz kompilator zasobów do dodawania ikon i grafik do aplikacji. Program potrafi wygenerować pliki EXE lub DLL.

## RDD
Xbase++ obsługuje RDD (z ang. Replaceable Database Drivers - sterowniki, które zapewniają dostęp do wielu formatów baz danych) poprzez DatabaseEngines z języka Clipper. Podstawowy pakiet zawiera obsługę DBF, FOX, NTX, CDX, SDF i DEL. Ponadto wspiera standard Common COBRA 2.0, obsługuje formaty baz danych z Visual FoxPro od wersji 3.0 do 5.0 i oferuje dostęp do serwera SQL.

## Przykładowy program
```
#include
 
"class.ch"

 
//
//  
This
 program prints:
//
//  Missy  Meow!
//  Mr. Bojangles  Meow!
//  Lassie  Bark!
//  Press any key to continue...
//
 
/////////////////////////////
//

PROCEDURE
 Main()
//
/////////////////////////////
 
  
LOCAL
 aAnimals := Array(3)
  
LOCAL
 i
 
  
aAnimals
[1] :=  C
at
():New(
"Missy"
)
  
aAnimals
[2] :=  C
at
():New(
"Mr. Bojangles"
)
  
aAnimals
[3] :=  Dog():New(
"Lassie"
)
 
  
FOR
 i:=1 TO 
LEN
(aAnimals)
     ? aAnimals
[i]
:Name + 
"  "
 + aAnimals
[i]
:Talk()
  
NEXT
 i
 
  
WAIT

 

RETURN

 
/////////////////////////////
//

CLASS
 Animal
//
/////////////////////////////
 
   
EXPORT
ED:
      
VAR
 Name   READONLY
 
      
METHOD
 Init
      
DEFERRED
 CLASS METHOD Talk

ENDCLASS

 

METHOD
 Animal:Init( cName )
   ::Name := cName

RETURN
 Self
 
/////////////////////////////
//

CLASS
 Dog FROM Animal
//
/////////////////////////////
   
EXPORT
ED:
   
METHOD
 Talk

ENDCLASS

 

METHOD
 Dog:Talk()

RETURN
 
"Bark!"

 
/////////////////////////////
//

CLASS
 Cat FROM Animal
//
/////////////////////////////
   
EXPORT
ED:
   
METHOD
 Talk

ENDCLASS

 

METHOD
 Cat:Talk()

RETURN
 
"Meow!"

```